# Amphilaphis plumacea
Amphilaphis plumacea är en korallart som beskrevs av Thomson och Mackinnon 1911. Amphilaphis plumacea ingår i släktet Amphilaphis och familjen Primnoidae. Inga underarter finns listade i Catalogue of Life.